# Presidente Nereu
Presidente Nereu est une ville brésilienne de l'État de Santa Catarina.

## Géographie
Presidente Nereu se situe dans la vallée du rio Itajaí, à une latitude de 27° 16′ 38″ sud et à une longitude de 49° 23′ 25″ ouest, à une altitude de 390 mètres.
Sa population était de 2 284 habitants au recensement de 2010. La municipalité s'étend sur 225 km2.
Elle fait partie de la microrégion de Rio do Sul, dans la mésorégion de la Vallée du rio Itajaí.
Une partie du territoire de la municipalité fait partie du parc national de la Serra do Itajaí.

## Villes voisines
Presidente Nereu est voisine des municipalités (municípios) suivantes :
- Lontras
- Apiúna
- Indaial
- Botuverá
- Vidal Ramos
- Ituporanga
- Aurora